# Mouvement de l'unicité et de la réforme
Pour les articles homonymes, voir MUR.
Le Mouvement de l'unicité et de la réforme (en arabe : حركة التوحيد والإصلاح ), ou « MUR », est une association marocaine à caractère religieux et caritatif. Il a été fondé en 1996 à l'initiative d'Ahmed Raïssouni et Abdelilah Benkirane par la fusion de deux associations: la Ligue de l'avenir islamique et Réforme et renouveau.

## Histoire
Le Mouvement de l’unicité et de réforme (MUR) a été fondé en 1996 conséquemment à l’unification de certains courants islamistes issus des scissions au sein du Mouvement de la jeunesse islamique . A l’instar d’autres mouvements islamiques, le MUR avait pour objectif de réformer l’Etat et la société dans le domaine économique, social et politique. Cet intérêt pour l’action politique a incité les leaders de MUR à forger une vision doctrinale permettant de discerner ce qui relève du politique de ce qui relève du religieux, et, partant, à donner du sens aux actions politiques. Cette distinction a incité le MUR à se spécialiser dans la prédication et l’éducation en créant le Parti de la justice et développement (PJD) qui dirige le gouvernement depuis 2011. Ce parti devient donc le cadre de la professionnalisation politique de quelques leaders de MUR.
Les islamistes du MUR font partie d'un courant qui prône la réforme en ce qui concerne le rapport du politique au religieux. Pour remplir cet objectif, ils ont déployé des efforts considérables afin de proposer une relecture rationnelle du corpus religieux (le Coran et les hadith-s). Le défi de la participation à la gestion de la chose publique au Maroc a incité ce courant réformiste à opter pour la différenciation entre le politique et le religieux, et à nuancer la confusion entre temporel et spirituel. Ce choix a eu des conséquences importantes sur l’action politique des ministres du PJD, l’aile politique du MUR. Il leur a permis d’obtenir de l’autonomie vis-à-vis à la religion dans le domaine de la gestion de la chose publique, et de travailler dans le cadre du droit positif marocain sans revendiquer l’application des règles de la charia.

## Relations avec le Parti de la justice et du développement
Le MUR est considéré comme le bras idéologique du PJD, ou son aile religieuse, avec lequel l'aile politique entretient des rapports croisés, et qu'elle utilise pour exprimer ses opinions les plus radicales. En 2004, une prise de position politiquement maladroite du MUR reprise par un membre du PJD conduit un temps les responsables du PJD à envisager une révision de ses liens avec le MUR.